# Nürburg Quelle Hermann Kreuter
Die Nürburg Quelle Hermann Kreuter GmbH in Dreis-Brück, Landkreis Vulkaneifel, ist ein Getränkehersteller mit eigenem Mineralbrunnen. 1932 wurde er von Hermann Kreuter sen. gegründet.

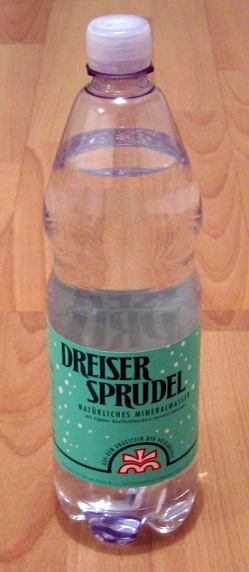
Flasche Dreiser Sprudel

Die Produkte werden unter den Markennamen „Nürburg Quelle“, „Dreiser Sprudel“, „PurBorn“, „Balduin Quelle“, „Vulkan“ und „Vulkania Heilwasser“ vertrieben. Sie entstammen unterschiedlichen Quellen wie der Nürburg Quelle und dem Dreiser Sprudel.
Hauptabsatzgebiete sind das Saarland, Rheinland-Pfalz, Nordrhein-Westfalen und Mallorca.
Das Unternehmen ist nach der Burgruine Nürburg bei Adenau benannt.